# 킬링 오브 썸머
《킬링 오브 썸머》(프랑스어: L'Été meurtrier)는 프랑스에서 제작된 장 베케르 감독의 1983년 드라마 영화이다. 이자벨 아자니 등이 주연으로 출연하였고 크리스틴 베유 등이 제작에 참여하였다. 이 영화는 관람객 수가 5,137,040에 이를 정도로 프랑스에서 큰 히트를 쳤으며 그 해 두 번째로 수익이 높은 영화가 되었다. 이 영화는 세바스티앵 자프리조의 1977년 소설에 기반을 둔다.

## 출연

### 주연
- 이자벨 아자니
- 알랭 수숑

### 조연
- 쉬잔 플롱
- 제니 클레브
- 에블린 디디
- 장 가벤
- 프랑수아 클뤼제
- 로제 카렐
- 미셸 갈라브뤼
- 에디트 스코브
- 마이웬

## 기타
- 미술: 장클로드 갈루앵